# Korte Voorhout
Het Korte Voorhout (Voorhout met klemtoon op de tweede lettergreep) is een korte maar heel oude straat in Den Haag. Al in de 16de eeuw kwamen reizigers hierlangs vanuit het noorden door het Haagse Bos naar het centrum van de stad.

## Geschiedenis
Tot 1603 loopt het Haagse Bos door tot aan de Kneuterdijk. Het stuk vanaf de noordkant van het Tournooiveld (waar nu de Koninklijke Schouwburg is) tot voorbij de Hofvijver is in die tijd een particulier landgoed met een kasteel. Het wordt in 1603 verkocht en het kasteel wordt afgebroken. Het bestaande zandpad wordt verbreed en het Nieuwe Voorhout genoemd. Veel later wordt dat veranderd in Korte Voorhout.
Een van de eerste bewoners is Admiraal Tromp, die in 1653 sneuvelt bij de Slag bij Ter Heijde. Het huis wordt daarna verkocht maar blijft behouden tot het in 1813 door brand verwoest wordt.

## Bombardement

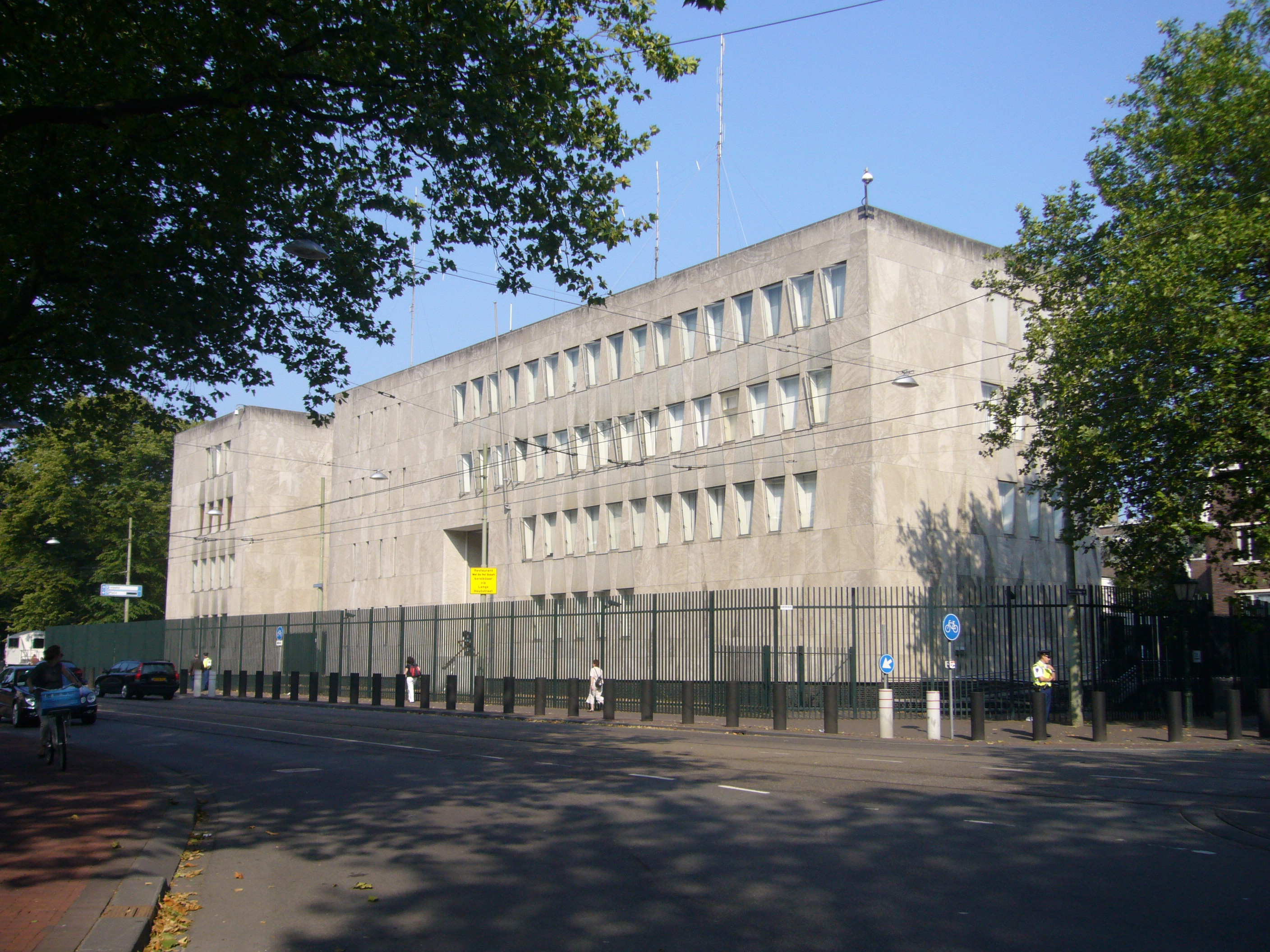
Voormalige Amerikaanse ambassade

Op 3 maart 1945 wordt een groot deel van het Bezuidenhout door de geallieerden gebombardeerd. Ook buiten het Bezuidenhout vallen bommen, alle gebouwen aan het Korte Voorhout werden verwoest. Ook De Posthoorn, de oudste bodega van Den Haag, wordt geraakt en verhuist naar de huidige locatie op het Lange Voorhout.
Enkele meters verderop blijft de Koninklijke Schouwburg (Korte Voorhout 3) behouden, evenals het hoekpand Korte Voorhout / Lange Houtstraat.
Na de oorlog wordt de kaalgeslagen plek snel bebouwd. Tegenover de Koninklijke Schouwburg komt in 1959 de Amerikaanse ambassade met de hoofdingang op het Lange Voorhout, en die blijft tot 2018. De Franse ambassade had haar ingang op het Smidsplein en verhuisde in 2012. Daartegenover staat het Ministerie van Financiën (Korte Voorhout 7). Vanaf maart 2016 is de Hoge Raad gevestigd aan het Korte Voorhout 8, waar de Franse ambassade stond.

## Tram
In 1864 rijd hier de eerste paardentramlijn in de Benelux. In 1904 wordt dit een elektrische tram.
Straten: Achterom · Alexanderstraat · Van Alkemadelaan · Amaliastraat · Amsterdamse Veerkade · Benoordenhoutseweg · Bezuidenhoutseweg · Cantaloupenburg · Denneweg · Fluwelen Burgwal · Geest · Gravenstraat · Groenewegje · Groot Hertoginnelaan · Grote Marktstraat · Herengracht · Heulstraat · Hogewal · Hooigracht · Javastraat · Juffrouw Idastraat · Kazernestraat · Kneuterdijk · Korte Vijverberg · Korte Voorhout · Laan Copes van Cattenburch · Laan van Meerdervoort · Laan van Nieuw Oost-Indië · Lange Beestenmarkt · Lange Poten · Lange Vijverberg · Lange Voorhout · Lijnbaan · Mallemolen · Mauritskade · Melis Stokelaan · Van Merlenstraat · Molenstraat · Nassaulaan · Nieuwe Haven · Nieuwe Schoolstraat · Nieuwe Uitleg · Nobelstraat · Noordeinde · Oude Boomgaardstraat · Oude Molstraat · Parkstraat · Paviljoensgracht · Piet Heinstraat · Prinsegracht · Prinsessegracht · Prinsestraat · Rijswijkseweg · Riouwstraat · Schalk Burgerstraat · Schedeldoekshaven · Schelpkade · Schenkkade · Scheveningseveer · Scheveningseweg · Schuddegeest · Slijkeinde · Smidswater · Sophialaan · Sportlaan · Spui · Spuistraat · Surinamestraat · Theresiastraat · Torenstraat · Tournooiveld · Trekvlietplein · Turfmarkt · Vaillantlaan · Vondelstraat · Wagenstraat · Weimarstraat · Westeinde · Wijnhaven · Witte de Withstraat · Zeestraat

Pleinen: Alexanderplein
· Anna Paulownaplein
· Bankaplein
· Binnenhof
· Buitenhof
· Burgemeester De Monchyplein
· Clioplein
· Elandplein 
· Esperantoplein
· Groenmarkt
· Grote Markt
· Hofplaats
· Kerkplein
· Koningsplein
· Loosduinse Hoofdplein
· Malieveld
· Muzenplein
· Nassauplein
· Plaats
· Plein
· Plein 1813
· Prins Hendrikplein
· Prinsenvinkenpark
· Regentesseplein
· Rond de Grote Kerk
· Spuiplein
· Tournooiveld
· Vaillantplein
· Varkenmarkt
· Visbanken
· Wijnhaven